# María Francisca de Sales Portocarrero y Zúñiga
María Francisca de Sales Portocarrero y Zúñiga, död 1808, var en spansk filantrop.  Hon var en av de grundande 14 medlemmarna och sekreterare för Junta de Damas de Honor y Mérito 1787-1805. 